# Diana Gurzkaia

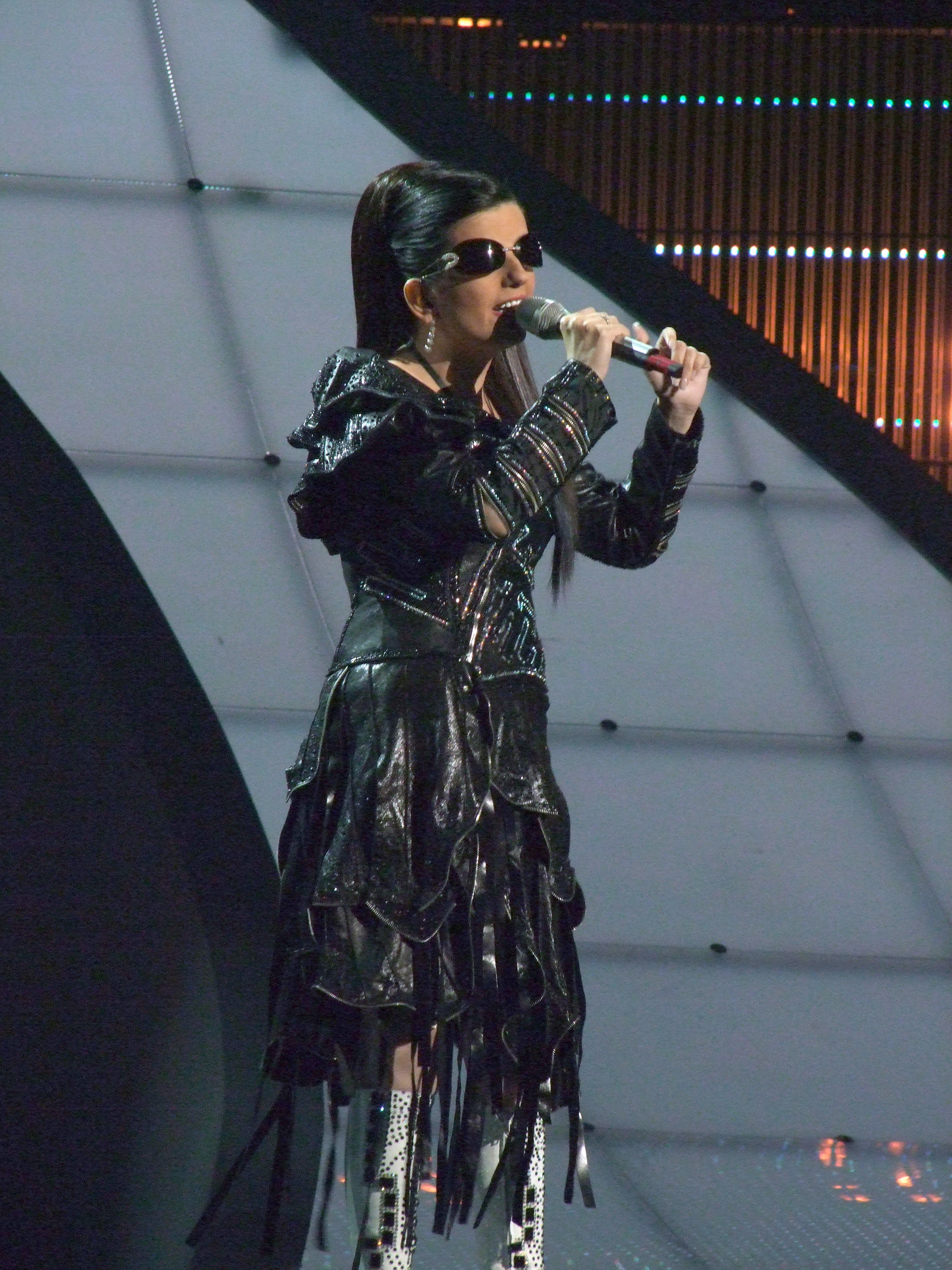
Diana Gurzkaia beim Eurovision Song Contest 2008 in Belgrad

Diana Gurzkaia (georgisch დიანა ღურწკაია; russisch Диана Гудаевна Гурцкая; * 2. Juli 1979 in Suchumi, Abchasische ASSR) ist eine georgisch-russische Sängerin.

## Leben und Karriere
Im Jahr 1989 trat die von Geburt an blinde Gurzkaia in der Philharmonie in Tiflis erstmals auf einer Bühne auf. 1995 gewann sie das internationale Festival junger Sänger Yalta-Moscow-Transit. Später besuchte sie die Gnessin-Musikschule in Moskau (Russland) und absolvierte dort eine Gesangsausbildung, die sie 1999 abschloss.
Am 1. März 2008 gewann Gurzkaia den nationalen Vorentscheid Georgiens mit 39,4 Prozent der Stimmen und durfte damit Georgien beim Eurovision Song Contest 2008 in Belgrad (Serbien) vertreten. Dort nahm sie mit ihrem Lied Peace Will Come zunächst im zweiten Semifinale am 22. Mai teil und qualifizierte sich als Fünftplatzierte für das Finale am 24. Mai. Sie erreichte unter 25 Teilnehmern den 11. Platz mit insgesamt 83 Punkten.
2007 wurde ihr vom russischen Präsidenten Wladimir Putin der russische Künstler-Ehrenpreis und vom georgischen Präsidenten Micheil Saakaschwili eine Ehrenmedaille verliehen. Außerdem erhielt sie den Sankt-Barbara-Preis in der Ukraine.
Diana Gurzkaia hat mit Ray Charles, Toto Cutugno und Demis Roussos Duette gesungen und veröffentlicht. Gurzkaia lebt in Moskau.
Sie war mit dem russischen Politiker Pjotr Kutscherenko verheiratet, der im Mai 2023 auf ungeklärte Weise ums Leben kam. Das Paar hat einen Sohn.

## Diskografie

### Alben (Auswahl)
- 2000: Ты здесь
- 2002: Ты знаешь, мама
- 2004: Нежная
- 2017: Паника
- 2020: Время

### Singles (Auswahl)
- 2002: Ты знаешь, мама
- 2004: Нежная
- 2008: Peace Will Come